# Џонатан Винтерс
Џонатан Хершман Винтерс III (енгл. Jonathan Harshman Winters III; Белбрук, 11. новембар 1925 — Монтекито, 11. април 2013) био је амерички комичар, глумац, писац и уметник. Почевши од 1960-их, Винтерс је снимио многе класичне комичне албуме за компанију Верв Рикордс Verve Records.